# Manfredo Manfredi (regista)
Manfredo Manfredi (Palermo, 6 gennaio 1934) è un regista, scenografo, pittore e animatore italiano.

## Biografia
Formatosi a Roma, dove frequenta la facoltà di architettura e si diploma in scenografia all'Accademia di Belle Arti nel 1958, inizia la sua attività di scenografo nel 1960, come aiuto di Piero Filippone nel film Antinea, l'amante della città sepolta. Nel 1961 realizza i disegni per la nuova sigla di Carosello in onda a partire dal 12 gennaio 1962 e si occupa pure delle scenografie di documentari e spettacoli televisivi. Nel 1963 sperimenta l'animazione e ottiene i primi riconoscimenti tra cui il Nastro d'argento al miglior cortometraggio 1968 per Su sambene non est abba.  Dal 1969 si dedica alla regia, con numerosi film e cortometraggi. Nel 1975 con Uva salamanna vince il premio film ragazzi al Festival cinematografico internazionale di Mosca del 1975. Nel 1977 ottiene la nomination all'Oscar al miglior cortometraggio d'animazione con Dedalo. Negli anni successivi con la Cineteam realizza film istituzionali, special televisivi, spot pubblicitari e moltissime sigle TV. Come pittore sviluppa la sua ricerca nell'ambito dell'espressionismo astratto con personali in tutta Italia. Nel 2018 ha realizzato il manifesto e partecipato in veste di giurato ad Animavì - Festival del Cinema di Animazione Poetica. Nel corso dell'evento è stato premiato con il Bronzo dorato all'Arte animata.

## Filmografia
- L'albero (1963)
- Ballata per un pezzo da novanta (1965)
- Terun, un treno dal sud (1966)
- Sonata per violino solo (1967)
- La spaccata (1967)
- Su sambene no est aba, co-regia con Guido Gomas (1968)
- Rotocalco (1969)
- K.O. (1969)
- Il muro (1970)
- I lupi e gli agnelli (1970)
- Sotterranea (1971)
- La maschera della morte rossa (1971)
- La gatta (1973)
- Underground (1973)
- Uva salamanna (1974)
- Nuvole (1975)
- Immagini (1976)
- Dedalo (1976)
- Ten to Survive (1979)
- L'eroe dei due mondi, regia di Guido Manuli - inserto in animazione (1993)
- Canto XXVI° dell'Inferno di Dante (1997)
- Le città invisibili (1998)
- Il sogno di Aida, inserto in animazione per il film Aida degli alberi, regia di Guido Manuli (2001)
- Lo spirito della notte (2018)

## Riconoscimenti
Premio Fantoche al Salone Internazionale dei Comics del 1984 per la miglior sigla televisiva (Orson Welles, genio del cinema).